# Stazione di Modena Piazza Manzoni
La stazione di Modena Piazza Manzoni è una stazione ferroviaria di Modena, posta a sud-est del centro città. Si trova sulla ferrovia Modena-Sassuolo ed è gestita da Ferrovie Emilia Romagna.
Oltre a svolgere servizio viaggiatori, ospita la rimessa dei rotabili utilizzati per l'esercizio della linea.
È localmente nota anche come stazione di Modena Piccola, o stazione Piccola, in contrapposizione alla stazione di Modena gestita da Rete Ferroviaria Italiana.

## Storia

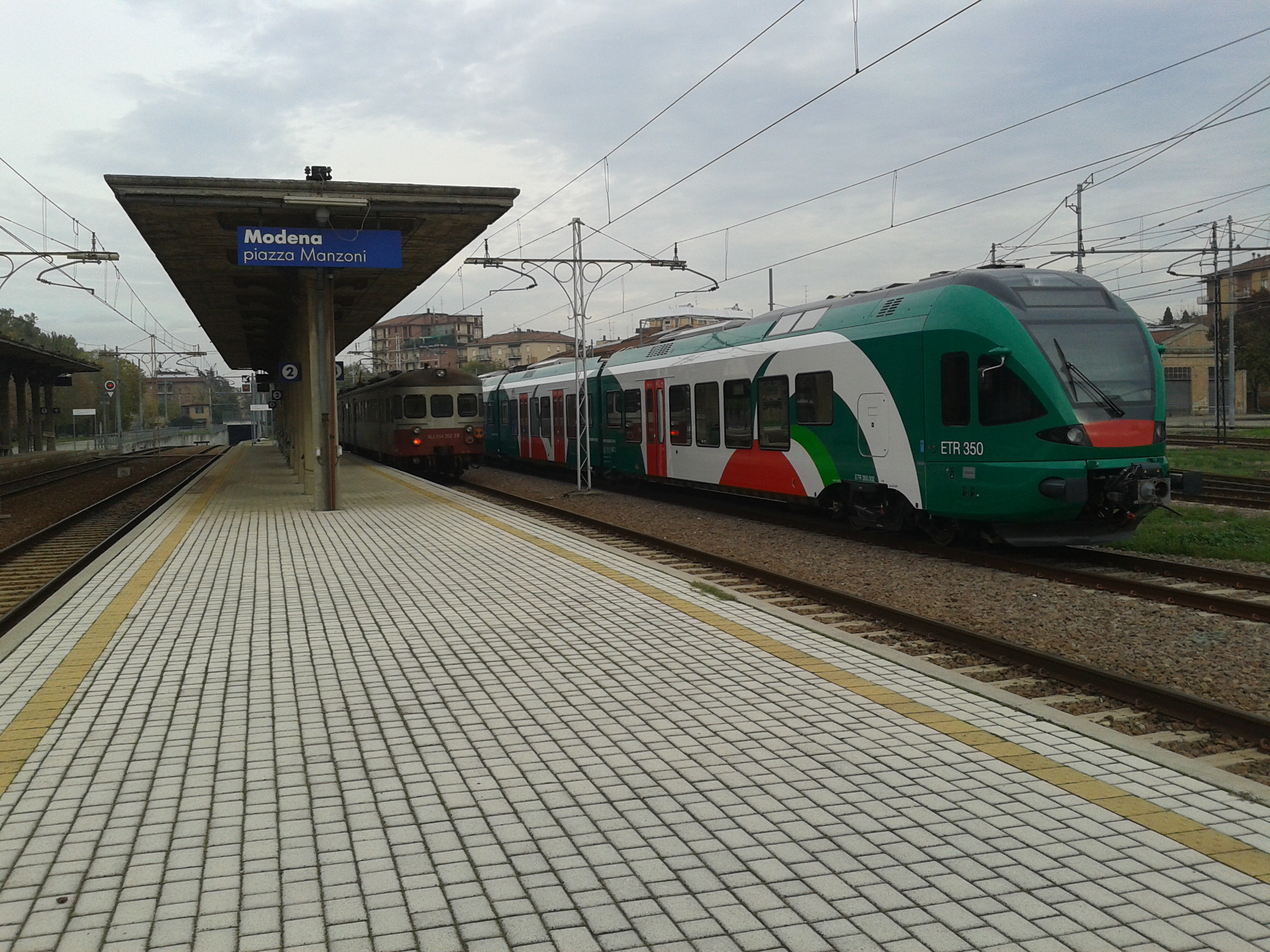
La stazione ferroviaria di Modena Piazza Manzoni nel 2012. Sulla destra è in sosta un elettrotreno Stadler FLIRT ETR 350.

La stazione di piazza Manzoni fu inaugurata il 26 settembre 1932, mentre il servizio viaggiatori fu avviato il successivo 28 ottobre. L'inaugurazione avvenne in concomitanza con la trasformazione a scartamento ordinario della rete delle ferrovie modenesi, che precedentemente attraversavano la città sulla sede stradale.
La stazione, battezzata Modena Ferrovie Provinciali, divenne capolinea delle linee ferroviarie Modena-Mirandola, Modena-Sassuolo e Modena-Vignola, nonché della tranvia Modena-Maranello. La rete delle ferrovie provinciali era collegata alla rete delle Ferrovie dello Stato solo da un raccordo per il trasporto merci.
L'importanza della "stazione piccola" cominciò a scemare con la chiusura delle linee per Mirandola (1964) e Vignola (1969). Dopo la soppressione di queste due linee, furono tolti i primi due binari e lo spazio tra le pensiline fu asfaltato, per farvi transitare le autolinee per Mirandola/Finale e Vignola. Dopo alcuni anni, questo transito fu abbandonato, a causa dello scarso afflusso di utenti, in quanto la stazione si trova in un'area residenziale, lontana da poli scolastici o altre zone interessate da pendolari.
Il 26 gennaio 2004 la linea per Sassuolo, unica rimasta in esercizio, fu prolungata fino alla stazione di Modena. La stazione piccola ha così perso il ruolo di capolinea, divenendo una stazione passante.

## Strutture e impianti
La fermata è dotata di marciapiedi alti (55 cm). Non sono presenti sottopassi.
Il sistema di informazioni ai viaggiatori è sonoro e video.

## Movimento
La stazione è servita da treni regionali svolti da Trenitalia Tper nell'ambito del contratto di servizio stipulato con la regione Emilia-Romagna.
A novembre 2019, la stazione risultava frequentata da un traffico giornaliero medio di circa 485 persone (228 saliti + 257 discesi).